# سكوراد
سكوراد (بالإنجليزية: SCORAD)‏ وهي مشتقة من ("SCORing Atopic Dermatitis") أي نقاط التهاب الجلد التأتبي هي وسيلة سريرية لتقييم حدة التهاب الجلد التأتبي بشكل موضوعي قدر الإمكان. يعتمد التقييم بنسبة 60٪ على الشدة وبنسبة 20٪ لكل من الانتشار والعلامات الذاتية (مثل الأرق وغيره).
صمم فريق العمل الأوروبي لالتهاب الجلد التأتبي (بالإنجليزية: European Task Force on Atopic Dermatitis)‏ هذه الطريقة في عام 1993.